# Saltos ornamentais nos Jogos Olímpicos de Verão de 2008 - Plataforma 10 m sincronizado masculino
A competição da plataforma de 10 m sincronizado masculino dos saltos ornamentais nos Jogos Olímpicos de Verão de 2008 foi realizada no dia 11 de agosto no Centro Aquático Nacional de Pequim.

## Calendário
| Agosto                          | Agosto | 6 | 7 | 8 | 9 | 10 | 11 | 12 | 13 | 14 | 15 | 16 | 17 | 18 | 19 | 20 | 21 | 22 | 23 | 24 |
| ------------------------------- | ------ | - | - | - | - | -- | -- | -- | -- | -- | -- | -- | -- | -- | -- | -- | -- | -- | -- | -- |
| Plataforma 10 m sinc. masculino |        |   |   |   |   |    | F  |    |    |    |    |    |    |    |    |    |    |    |    |    |

|  | Dia de final |

## Medalhistas
| Ouro   | CHN Lin Yue e Huo Liang               |
| Prata  | GER Patrick Hausding e Sascha Klein   |
| Bronze | RUS Gleb Galperin e Dmitriy Dobroskok |

## Resultados
Esses foram os resultados finais dos saltos ornamentais:
| Posição | Atletas                                  | Saltos | Saltos | Saltos | Saltos | Saltos | Saltos | Total  |
| Posição | Atletas                                  | 1      | 2      | 3      | 4      | 5      | 6      | Total  |
| ------- | ---------------------------------------- | ------ | ------ | ------ | ------ | ------ | ------ | ------ |
|         | CHN Lin Yue e Huo Liang                  | 57,00  | 59,40  | 89,76  | 86,40  | 86,70  | 88,92  | 468,18 |
|         | GER Patrick Hausding e Sascha Klein      | 52,80  | 54,00  | 86,70  | 71,28  | 88,74  | 96,90  | 450,42 |
|         | RUS Gleb Galperin e Dmitriy Dobroskok    | 53,40  | 56,40  | 86,70  | 88,32  | 70,38  | 90,06  | 445,26 |
| 4       | AUS Mathew Helm e Robert Newbery         | 52,80  | 53,40  | 84,66  | 72,00  | 89,64  | 92,34  | 444,84 |
| 5       | USA David Boudia e Thomas Finchum        | 51,60  | 54,60  | 80,58  | 82,62  | 77,76  | 93,48  | 440,64 |
| 6       | COL Víctor Ortega e Juan Urán            | 46,80  | 52,80  | 82,62  | 79,68  | 81,18  | 80,58  | 423,66 |
| 7       | CUB José Antonio Guerra e Erick Fornaris | 49,80  | 48,00  | 79,56  | 71,04  | 75,48  | 85,50  | 409,38 |
| 8       | GBR Blake Aldridge e Tom Daley           | 52,80  | 50,40  | 72,96  | 75,24  | 77,52  | 79,56  | 408,48 |